# ポホヨラ (小惑星)
ポホヨラ (3606 Pohjola) は小惑星帯の小惑星。ユルィヨ・バイサラがトゥルクで発見した。北の国を意味するフィンランド神話に登場する伝説の地名、ポホヨラに因んで名付けられた。